# 沃洛德米里夫卡 (薩赫諾夫希納市鎮)
49°6′18″N 36°8′42″E / 49.10500°N 36.14500°E
沃洛德米里夫卡（烏克蘭語：Володимирівка），是烏克蘭東部哈爾科夫州别列斯京区薩赫諾夫希納市鎮的村落。始建於1914年，面積1.55平方公里，海拔高度147米，2001年人口276，人口密度每平方公里178.1人。